# Inger Björkbom
Britt Inger Björkbom (Sveg, 6 de noviembre de 1961) es una deportista sueca que compitió en biatlón. Ganó tres medallas en el Campeonato Mundial de Biatlón entre los años 1986 y 1988.

## Palmarés internacional
| Campeonato Mundial | Campeonato Mundial | Campeonato Mundial | Campeonato Mundial |
| Año                | Lugar              | Medalla            | Prueba             |
| ------------------ | ------------------ | ------------------ | ------------------ |
| 1986               | Falun (Suecia)     | Medalla de plata   | Relevos            |
| 1987               | Lahti (Finlandia)  | Medalla de plata   | Relevos            |
| 1988               | Chamonix (Francia) | Medalla de bronce  | Relevos            |